# Jean Osouf
Jean Osouf (né le 15 juin 1898 à Heiltz-le-Maurupt et mort le 19 mars 1996 à la Maison nationale des artistes à Nogent-sur-Marne) est un sculpteur figuratif français.

## Biographie

### Famille et jeunesse
Né en 1898 d'une famille de commerçants protestants d’origine normande, Jean Osouf se distingue pendant la Première Guerre mondiale (il rejoint le front à peine majeur). Il est décoré de la Croix de guerre pour sa bravoure au feu.
La guerre achevée, Osouf (dont la famille a été ruinée par la guerre, son village ayant été détruit deux fois), monte un commerce puis le revend ensuite pour acheter une librairie, place de la Sorbonne, dans laquelle il s’enferme « pour lire ».

### Sculpture
Durant la période de sa librairie, il commence à modeler de petites figurines et, poussé par un client danois, se lance sérieusement dans la sculpture vers 1928.
C’est Aristide Maillol, par l’entremise de la première épouse de Jean Osouf, la catalane Gisèle de Pallarès (avec laquelle il a trois enfants), qui convainc ce dernier de son don pour la sculpture. Dès lors, Jean Osouf intègre l’Académie scandinave où il est d’abord élève d’Adam Fischer (en) et fréquente Astrid Noack (en) et Hans Jakob Meyer (de) avant de suivre ceux de Charles Despiau.
Il se convertit au catholicisme, fortement ému par Le sourire de la cathédrale de Reims. L’influence médiévale demeurera prédominante dans sa pratique artistique, tout au long de son parcours créatif.
Ses premières expositions se tiennent en 1934 au Salon des Tuileries ainsi qu'à la Galerie Georges Petit.
Il est remarqué dès 1937 lors de l’Exposition universelle où on lui commande une statue de pierre d’une hauteur de 2,50 m, L’Éveil, placée devant le Musée d'art moderne.
En 1940, il remplace Maillol et Charles Malfray en enseignant à l'Académie Ranson, et est régulièrement sollicité à des jurys à l’École des Beaux-Arts.
Sa carrière décolle ensuite, notamment en Scandinavie, où tous les musées nationaux acquièrent ses bronzes.
Il fait alors connaissance de celle qui deviendra sa seconde et dernière épouse : Solvei Wedin, avec laquelle il aura deux autres enfants.
En 1955, il expose à la Galerie Bernier.
Le 11 novembre 1963, il fonde le « groupe des Neuf », avec Jean Carton, Paul Cornet, Raymond Corbin, Marcel Damboise, Léon Indenbaum, Léopold Kretz, Raymond Martin, Gunnar Nilsson. Le groupe des Neuf expose alors dans de nombreux musées, festivals et galeries tout au long des années 1960 (Galerie Vendôme, musée d'Art et d'Histoire de Saint-Denis, Centre CEA de Saclay, entre autres).
À l'étranger, Osouf expose tout au long de sa vie à Amsterdam, Bruxelles, Copenhague, La Haye (en 1934), Le Caire, Madrid, New York, Oslo ou encore Stockholm.
Le style classique et méditatif d’Osouf, sa quête patiente de la lumière intérieure dans ses nombreux portraits, confèrent à son œuvre singularité et authenticité.